# 自衛隊栃木地方協力本部

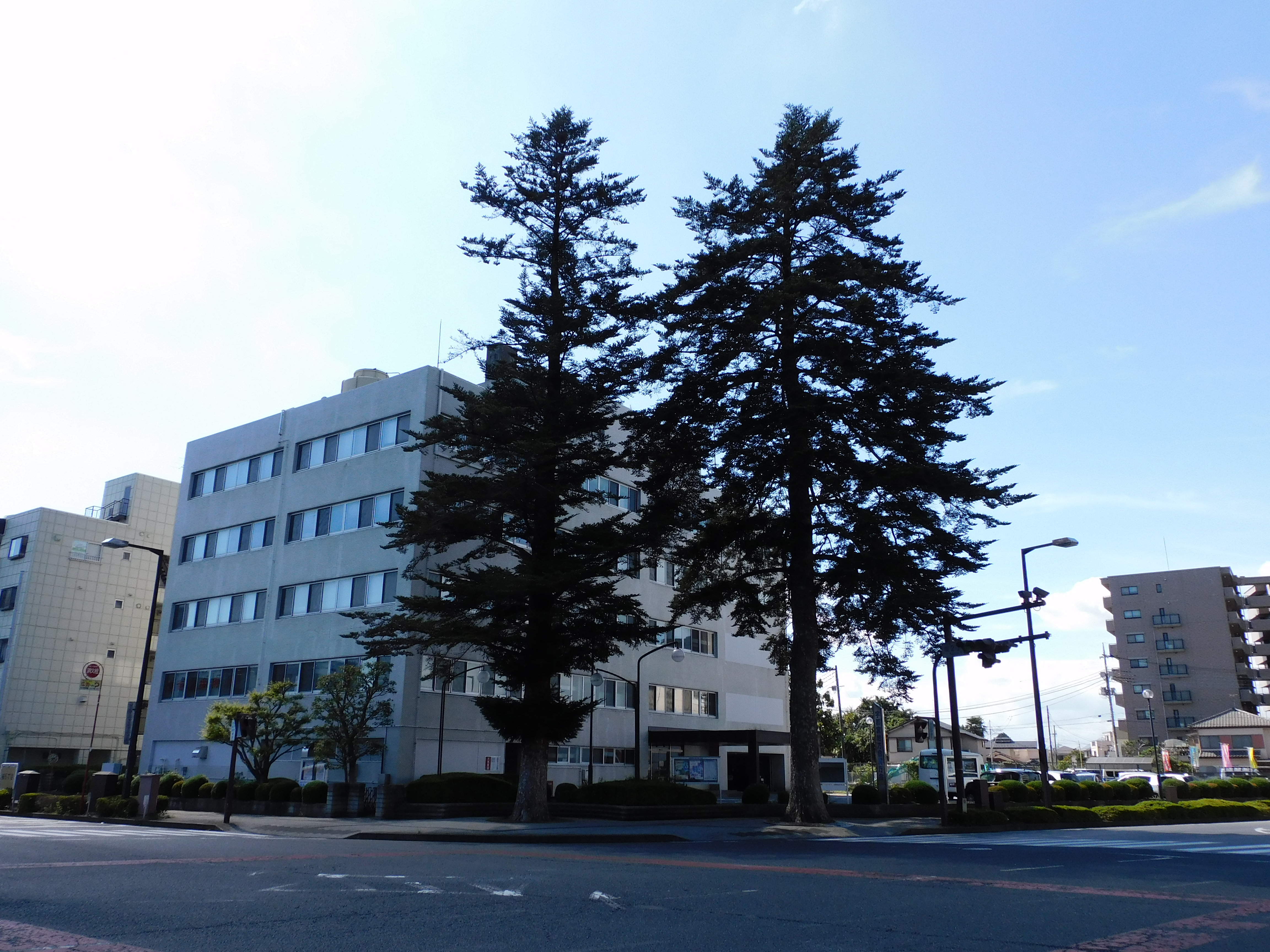
本部および宇都宮分室のある宇都宮地方合同庁舎

自衛隊栃木地方協力本部（じえいたいとちぎちほうきょうりょくほんぶ、Tochigi Provincial Cooperation Office）は、栃木県宇都宮市桜5丁目1-13宇都宮地方合同庁舎2階に所在する、自衛隊地方協力本部のひとつ。陸・海・空自衛隊共同の機関だが、通常は陸上自衛隊の東部方面総監の指揮監督下にある。管轄する地域における防衛省・自衛隊の総合窓口として栃木県管内で活動する。

## 沿革
- 1956年（昭和31年）8月1日 - 自衛隊栃木地方連絡部が編成される[2]
- 2006年（平成18年）7月31日 - 自衛隊栃木地方協力本部に改編される

## 出先機関と管轄地域
- 大田原地域事務所：大田原市、さくら市、那須烏山市、那須塩原市、矢板市、塩谷郡（塩谷町・高根沢町）、那須郡（那珂川町・那須町）
- 小山地域事務所：小山市、下野市、栃木市、下都賀郡（野木町・壬生町）
- 足利地域事務所：足利市、佐野市
- 真岡募集案内所：真岡市、河内郡上三川町、芳賀郡（市貝町・芳賀町・益子町・茂木町）
- 宇都宮分室：宇都宮市、鹿沼市、日光市

## 主要幹部
| 官職名                   | 階級    | 氏名     | 補職発令日     | 前職             |
| ------------------------ | ------- | -------- | -------------- | ---------------- |
| 自衛隊栃木地方協力本部長 | 1等陸佐 | 松田桃子 | 2025年08月01日 | 東部方面衛生隊長 |

| 代 | 階級    | 氏名     | 在職期間                        | 出身校・期              | 前職                                            | 後職                                               |
| -- | ------- | -------- | ------------------------------- | ----------------------- | ----------------------------------------------- | -------------------------------------------------- |
| 01 | 2等陸佐 | 仲山三郎 | 1956年08月01日 - 1957年08月11日 |                         |                                                 | 第1特科連隊付                                      |
| 02 | 2等陸佐 | 山口稔夫 | 1957年08月12日 - 1958年07月31日 | 陸士47期                | 第7施設大隊長                                   | 陸上自衛隊施設学校所属                             |
| 03 | 1等陸佐 | 大原秀二 | 1958年08月01日 - 1961年07月31日 | 陸士42期                | 第2高射特科群長                                 | 東部方面総監部付 →1961年12月18日 退職              |
| 04 | 1等陸佐 | 桜井文雄 | 1961年08月01日 - 1962年07月31日 | 陸士46期                | 第17普通科連隊長 兼 山口駐とん地司令            | 陸上自衛隊業務学校副校長 兼 企画室長               |
| 05 | 1等陸佐 | 和久和   | 1962年08月01日 - 1965年07月15日 | 矢板農学校              | 第1師団司令部総務課長 →1965年7月1日 1等陸佐昇任 | 陸上幕僚監部募集課募集班長                         |
| 06 | 1等陸佐 | 柿崎誠一 | 1965年07月16日 - 1968年07月15日 | 海兵65期                | 第1高射特科群副群長                             | 陸上自衛隊幹部学校勤務                             |
| 07 | 事務官  | 原中祐光 | 1968年07月16日 - 1970年11月18日 | 東京物理学校 昭和22年卒 | 人事教育局人事第3課勤務                         | 防衛施設庁労務部労務管理課長                       |
| 08 | 事務官  | 持田興一 | 1970年11月19日 - 1973年03月15日 | 中央大学 昭和23年卒     | 防衛研修所教務課長                              | 自衛隊中央病院職能補導所長                         |
| 09 | 1等陸佐 | 山崎竹敏 | 1973年03月16日 - 1974年07月15日 | 陸航士58期              | 自衛隊福岡地方連絡部 小倉募集事務所長           | 福岡駐とん地業務隊長                               |
| 10 | 1等陸佐 | 石井政雄 | 1974年07月16日 - 1976年08月01日 | 立教大学 昭和28年卒     | 第9師団司令部第3部長                            | 第30普通科連隊長 兼 新発田駐とん地司令             |
| 11 | 1等陸佐 | 尾崎隆正 | 1976年08月02日 - 1978年07月31日 | 陸士60期・ 神戸経専     | 習志野駐とん地業務隊長                          | 東部方面総監部勤務                                 |
| 12 | 1等陸佐 | 西村稔   | 1978年08月01日 - 1979年04月03日 | 防大1期                 | 陸上幕僚監部防衛部研究課研究班長                | 東部方面総監部勤務                                 |
| 13 | 1等陸佐 | 宮中正壽 | 1979年04月04日 - 1980年07月31日 | 防大1期                 | 陸上幕僚監部監理部総務課監理班長                | 陸上幕僚監部調査部調査第1課長                      |
| 14 | 1等陸佐 | 田畑元典 | 1980年08月01日 - 1982年08月01日 | 宮崎大学 昭和31年卒     | 第10普通科連隊長 兼 滝川駐とん地司令            | 陸上自衛隊富士学校研究員                           |
| 15 | 1等陸佐 | 鯉沼義則 | 1982年08月02日 - 1984年06月30日 | 防大1期                 | 東部方面総監部人事部人事課長                    | 陸上自衛隊富士学校総合研究開発部 第3主任研究開発官 |
| 16 | 1等陸佐 | 大島順一 | 1984年07月01日 - 1986年07月31日 | 静岡大学 昭和33年卒     | 第2特科群長                                     | 陸上幕僚監部人事部募集課長                         |
| 17 | 1等陸佐 | 松井典雄 | 1986年08月01日 - 1988年07月31日 | 防大4期                 | 第4特科連隊長 兼 久留米駐屯地司令               | 真駒内駐屯地業務隊長                               |
| 18 | 1等海佐 | 吉村潤   | 1988年08月01日 - 1990年07月31日 | 早稲田大学・ 17期幹候   | 第6航空隊司令                                   | 第2航空群司令部首席幕僚                            |
| 19 | 1等海佐 | 島本勇和 | 1990年08月01日 - 1992年06月15日 | 防大9期                 | 海上幕僚監部人事教育部人事課 募集班長           | 佐世保地方総監部防衛部長                           |
| 20 | 1等海佐 | 関泰雄   | 1992年06月16日 - 1994年03月22日 | 防大14期                | 第1護衛隊群司令部幕僚                           | 第45護衛隊司令                                     |
| 21 | 1等陸佐 | 古賀英松 | 1994年03月23日 - 1996年12月15日 | 防大12期                | 第1普通科連隊長                                 | 中部方面総監部調査部長                             |
| 22 | 1等陸佐 | 小澤正   | 1996年12月16日 - 1998年06月30日 | 防大13期                | 陸上自衛隊幹部学校主任研究開発官                | 陸上自衛隊中央輸送業務隊長 兼 横浜駐屯地司令       |
| 23 | 1等陸佐 | 緒方信之 | 1998年07月01日 - 2000年06月29日 | 防大16期                | 北部方面通信群長                                | 防衛研究所主任研究官                               |
| 24 | 1等陸佐 | 藤枝茂樹 | 2000年06月30日 - 2002年07月31日 | 防大21期                | 陸上幕僚監部監理部会計課経理班長                | 中部方面会計隊長                                   |
| 25 | 1等陸佐 | 出口堅   | 2002年08月01日 - 2004年03月31日 | 防大19期                | 第39普通科連隊長 兼 弘前駐屯地司令              | 陸上自衛隊幹部学校主任教官                         |
| 26 | 1等陸佐 | 北村昌也 | 2004年04月01日 - 2006年03月26日 | 防大23期                | 第10普通科連隊長 兼 滝川駐屯地司令              | 第1師団司令部幕僚長                                |
| 27 | 1等陸佐 | 二見弘幸 | 2006年03月27日 - 2008年03月25日 | 防大25期                | 第40普通科連隊長 兼 小倉駐屯地司令              | 東北方面総監部調査部長                             |
| 28 | 1等陸佐 | 山野順良 | 2008年03月26日 - 2010年03月31日 | 防大28期                | 陸上自衛隊幹部学校教官                          | 陸上自衛隊幹部学校主任教官                         |
| 29 | 1等陸佐 | 新田栄二 | 2010年04月01日 - 2011年11月30日 | 防大25期                | 東部方面総監部総務部総務課長                    | 神町駐屯地業務隊長                                 |
| 30 | 1等陸佐 | 小林勇夫 | 2011年12月01日 - 2014年09月24日 | 防大26期                | 第49普通科連隊長                                | 東部方面総監部付                                   |
| 31 | 1等陸佐 | 小林栄樹 | 2014年09月25日 - 2016年07月31日 | 防大32期                | 陸上自衛隊研究本部主任研究開発官                | 北部方面総監部監察官                               |
| 32 | 1等陸佐 | 奥村晶一 | 2016年08月01日 - 2018年07月31日 | 生徒24期                | 東部方面総監部人事部援護業務課長                | 陸上自衛隊高射学校付                               |
| 33 | 1等陸佐 | 諸石正弘 | 2018年08月01日 - 2020年07月31日 | 防大32期                | 陸上自衛隊教育訓練研究本部主任教官              | 陸上総隊司令部報道官                               |
| 34 | 1等陸佐 | 稲田裕一 | 2020年08月01日 - 2021年03月14日 | 防大34期                | 第12旅団司令部幕僚長                            | 東部方面総監部人事部勤務                           |
| 35 | 1等陸佐 | 梶恒一郎 | 2021年03月15日 - 2023年07月31日 | 防大34期                | 第20普通科連隊長                                | 退職（陸将補昇任） → 静岡県危機対策課危機調整官    |
| 36 | 1等陸佐 | 加藤浩   | 2023年08月01日 - 2025年07月31日 | 近畿大学 平成3年卒      | 陸上自衛隊航空学校研究部長                      | 陸上自衛隊航空学校勤務                             |
| 37 | 1等陸佐 | 松田桃子 | 2025年08月01日 -                |                         | 東部方面衛生隊長                                |                                                    |